# Großer Preis von Italien 1984
Der Große Preis von Italien 1984 (offiziell 55º Gran Premio d'Italia) fand am 9. September auf dem Autodromo Nazionale di Monza in Monza statt und war das 14. Rennen der Formel-1-Weltmeisterschaft 1984.

## Berichte

### Hintergrund
Während der zwei Wochen, die zwischen dem Großen Preis der Niederlande und dem drittletzten WM-Lauf des Jahres in Monza lagen, entschied die FIA, dem Team Tyrrell sämtliche in der Saison 1984 erzielten Ergebnisse zu streichen und die Teilnahme an den verbleibenden Rennen des Jahres zu verbieten. Der Grund dafür war die illegale Benutzung zusätzlicher Wassertanks, die dazu gedient hatten, das Gewicht der Rennwagen während der Kontrollen künstlich zu erhöhen, was einen massiven Regelverstoß darstellte. Somit wurde der Große Preis von Italien 1984 das erste Rennen der Formel-1-Geschichte, an dem ausschließlich Fahrzeuge mit Turbomotoren teilnahmen.
Nachdem bekannt geworden war, dass Ayrton Senna trotz eines weiterhin gültigen Vertrags für die Saison 1985 beim Team Lotus unterschrieben hatte, wurde er von seinem bisherigen Team Toleman suspendiert. Stefan Johansson, der aufgrund der Disqualifikation von Tyrrell auf der Suche nach einem neuen Team war, wurde als Ersatz für den Brasilianer engagiert. Der italienische Debütant Pierluigi Martini pilotierte einen zweiten Toleman TG184.
Gerhard Berger trat erneut als Gaststarter für ATS an.

### Training
Zum siebten Mal in dieser Saison qualifizierte sich der Titelverteidiger Nelson Piquet für die Pole-Position. Alain Prost erreichte den zweiten Startplatz vor Elio de Angelis und Niki Lauda. Teo Fabi und Keke Rosberg bildeten die dritte Startreihe.

### Rennen
Aufgrund eines Getriebeschadens während der Aufwärmrunde konnte Manfred Winkelhock nicht zum Rennen antreten.
Während Piquet und Prost ihre Startpositionen verteidigen konnten, fiel de Angelis hinter den vom achten Rang aus gut gestarteten Patrick Tambay zurück. Dahinter folgten Fabi und Lauda, denen es in der zweiten Runde gelang, ebenfalls an de Angelis vorbeizuziehen.
In der vierten Runde musste Prost aufgrund eines Motorschadens aufgeben. Fabi drehte sich in Runde sieben und fiel dadurch bis auf den achten Platz zurück.
Bis zur 16. Runde waren bereits neun der 25 gestarteten Piloten ausgeschieden, inklusive des bis dahin führenden Piquet. Dadurch übernahm Tambay die Spitze vor Fabi, der sich wieder nach vorn gekämpft hatte. Hinter dem Drittplatzierten Lauda folgte Michele Alboreto.
In der 44. Runde kam es erneut zu einem Führungswechsel durch den technisch bedingten Ausfall des Spitzenreiters. Diesmal war Tambay der Betroffene. Da kurz zuvor auch Fabi ausgeschieden war, belegte fortan Alboreto den zweiten Rang hinter dem nun führenden Lauda. Dritter wurde der bereits überrundete Riccardo Patrese vor Stefan Johansson. Da sowohl Eddie Cheever als auch Piercarlo Ghinzani wenige Runden vor dem Ende des Rennens aufgrund von Kraftstoffmangel aufgeben mussten, gelangten Jo Gartner und Gerhard Berger auf die Plätze fünf und sechs. Beide waren jedoch nach damals gültigem Reglement als Gaststarter nicht punkteberechtigt.
Zum ersten und bislang einzigen Mal in der Grand-Prix-Geschichte (Stand: 2024) befanden sich im Ziel drei Österreicher unter den ersten sechs.
Patrese bescherte Alfa Romeo die letzte Podestplatzierung der Teamgeschichte (Stand: 2024).

## Meldeliste
| Team                            | Nr. | Fahrer             | Chassis         | Motor                       | Reifen |
| ------------------------------- | --- | ------------------ | --------------- | --------------------------- | ------ |
| MRD International               | 01  | Nelson Piquet      | Brabham BT53    | BMW M12/13 1.5 L4t          | M      |
| MRD International               | 02  | Teo Fabi           | Brabham BT53    | BMW M12/13 1.5 L4t          | M      |
| Williams Grand Prix Engineering | 05  | Jacques Laffite    | Williams FW09B  | Honda RA163-E 1.5 V6t       | G      |
| Williams Grand Prix Engineering | 06  | Keke Rosberg       | Williams FW09B  | Honda RA163-E 1.5 V6t       | G      |
| Marlboro McLaren International  | 07  | Alain Prost        | McLaren MP4/2   | TAG/Porsche TTE PO1 1.5 V6t | M      |
| Marlboro McLaren International  | 08  | Niki Lauda         | McLaren MP4/2   | TAG/Porsche TTE PO1 1.5 V6t | M      |
| Skoal Bandit Formula 1 Team     | 09  | Philippe Alliot    | RAM 02          | Hart 415T 1.5 L4t           | P      |
| Skoal Bandit Formula 1 Team     | 10  | Jonathan Palmer    | RAM 02          | Hart 415T 1.5 L4t           | P      |
| John Player Team Lotus          | 11  | Elio de Angelis    | Lotus 95T       | Renault EF4 1.5 V6t         | G      |
| John Player Team Lotus          | 12  | Nigel Mansell      | Lotus 95T       | Renault EF4 1.5 V6t         | G      |
| Team ATS                        | 14  | Manfred Winkelhock | ATS D7          | BMW M12/13 1.5 L4t          | P      |
| Team ATS                        | 31  | Gerhard Berger     | ATS D7          | BMW M12/13 1.5 L4t          | P      |
| Équipe Renault Elf              | 15  | Patrick Tambay     | Renault RE50    | Renault EF4 1.5 V6t         | M      |
| Équipe Renault Elf              | 16  | Derek Warwick      | Renault RE50    | Renault EF4 1.5 V6t         | M      |
| Barclay Nordica Arrows BMW      | 17  | Marc Surer         | Arrows A7       | BMW M12/13 1.5 L4t          | G      |
| Barclay Nordica Arrows BMW      | 18  | Thierry Boutsen    | Arrows A7       | BMW M12/13 1.5 L4t          | G      |
| Toleman Group Motorsport        | 19  | Stefan Johansson   | Toleman TG184   | Hart 415T 1.5 L4t           | M      |
| Toleman Group Motorsport        | 20  | Pierluigi Martini  | Toleman TG184   | Hart 415T 1.5 L4t           | M      |
| Spirit Racing                   | 21  | Huub Rothengatter  | Spirit 101B     | Hart 415T 1.5 L4t           | P      |
| Benetton Team Alfa Romeo        | 22  | Riccardo Patrese   | Alfa Romeo 184T | Alfa Romeo 890T 1.5 V8t     | G      |
| Benetton Team Alfa Romeo        | 23  | Eddie Cheever      | Alfa Romeo 184T | Alfa Romeo 890T 1.5 V8t     | G      |
| Osella Squadra Corse            | 24  | Piercarlo Ghinzani | Osella FA1F     | Alfa Romeo 890T 1.5 V8t     | P      |
| Osella Squadra Corse            | 30  | Jo Gartner         | Osella FA1F     | Alfa Romeo 890T 1.5 V8t     | P      |
| Ligier Loto                     | 25  | François Hesnault  | Ligier JS23     | Renault EF4 1.5 V6t         | M      |
| Ligier Loto                     | 26  | Andrea de Cesaris  | Ligier JS23     | Renault EF4 1.5 V6t         | M      |
| Scuderia Ferrari SpA SEFAC      | 27  | Michele Alboreto   | Ferrari 126C4   | Ferrari 031 1.5 V6t         | G      |
| Scuderia Ferrari SpA SEFAC      | 28  | René Arnoux        | Ferrari 126C4   | Ferrari 031 1.5 V6t         | G      |

## Klassifikationen

### Qualifying
| Pos. | Fahrer             | Konstrukteur        | Qualifikationstraining 1 | Qualifikationstraining 1 | Qualifikationstraining 2 | Qualifikationstraining 2 | Start |
| Pos. | Fahrer             | Konstrukteur        | Zeit                     | Ø-Geschwindigkeit        | Zeit                     | Ø-Geschwindigkeit        | Start |
| ---- | ------------------ | ------------------- | ------------------------ | ------------------------ | ------------------------ | ------------------------ | ----- |
| 01   | Nelson Piquet      | Brabham-BMW         | 1:28,709                 | 235,376 km/h             | 1:26,584                 | 241,153 km/h             | 01    |
| 02   | Alain Prost        | McLaren-TAG-Porsche | 1:29,854                 | 232,377 km/h             | 1:26,671                 | 240,911 km/h             | 02    |
| 03   | Elio de Angelis    | Lotus-Renault       | 1:28,014                 | 237,235 km/h             | 1:27,538                 | 238,525 km/h             | 03    |
| 04   | Niki Lauda         | McLaren-TAG-Porsche | 1:30,142                 | 231,635 km/h             | 1:28,533                 | 235,844 km/h             | 04    |
| 05   | Teo Fabi           | Brabham-BMW         | 1:29,383                 | 233,601 km/h             | 1:28,587                 | 235,700 km/h             | 05    |
| 06   | Keke Rosberg       | Williams-Honda      | 1:33,386                 | 223,588 km/h             | 1:28,818                 | 235,087 km/h             | 06    |
| 07   | Nigel Mansell      | Lotus-Renault       | 1:31,715                 | 227,662 km/h             | 1:28,969                 | 234,688 km/h             | 07    |
| 08   | Patrick Tambay     | Renault             | 1:31,532                 | 228,117 km/h             | 1:29,253                 | 233,942 km/h             | 08    |
| 09   | Riccardo Patrese   | Alfa Romeo          | 1:30,710                 | 230,184 km/h             | 1:29,382                 | 233,604 km/h             | 09    |
| 10   | Eddie Cheever      | Alfa Romeo          | 1:32,365                 | 226,060 km/h             | 1:29,797                 | 232,524 km/h             | 10    |
| 11   | Michele Alboreto   | Ferrari             | 1:29,810                 | 232,491 km/h             | 1:30,069                 | 231,822 km/h             | 11    |
| 12   | Derek Warwick      | Renault             | 1:30,113                 | 231,709 km/h             | 1:30,569                 | 230,542 km/h             | 12    |
| 13   | Jacques Laffite    | Williams-Honda      | 1:32,091                 | 226,732 km/h             | 1:30,578                 | 230,520 km/h             | 13    |
| 14   | René Arnoux        | Ferrari             | 1:31,495                 | 228,209 km/h             | 1:30,695                 | 230,222 km/h             | 14    |
| 15   | Marc Surer         | Arrows-BMW          | 1:31,108                 | 229,179 km/h             | 1:31,513                 | 228,164 km/h             | 15    |
| 16   | Andrea de Cesaris  | Ligier-Renault      | 1:32,014                 | 226,922 km/h             | 1:31,198                 | 228,952 km/h             | 16    |
| 17   | Stefan Johansson   | Toleman-Hart        | 1:31,207                 | 228,930 km/h             | 1:31,203                 | 228,940 km/h             | 17    |
| 18   | François Hesnault  | Ligier-Renault      | 1:32,779                 | 225,051 km/h             | 1:31,274                 | 228,762 km/h             | 18    |
| 19   | Thierry Boutsen    | Arrows-BMW          | 1:32,636                 | 225,398 km/h             | 1:31,342                 | 228,591 km/h             | 19    |
| 20   | Gerhard Berger     | ATS-BMW             | 1:33,161                 | 224,128 km/h             | 1:31,549                 | 228,075 km/h             | 20    |
| 21   | Manfred Winkelhock | ATS-BMW             | 2:00,593                 | 173,144 km/h             | 1:32,866                 | 224,840 km/h             | 21    |
| 22   | Piercarlo Ghinzani | Osella-Alfa Romeo   | 1:33,456                 | 223,421 km/h             | 1:33,562                 | 223,168 km/h             | 22    |
| 23   | Philippe Alliot    | RAM-Hart            | 1:37,186                 | 214,846 km/h             | 1:34,120                 | 221,844 km/h             | 23    |
| 24   | Jo Gartner         | Osella-Alfa Romeo   | 1:37,123                 | 214,985 km/h             | 1:34,472                 | 221,018 km/h             | 24    |
| 25   | Huub Rothengatter  | Spirit-Hart         | 1:38,255                 | 212,508 km/h             | 1:34,719                 | 220,442 km/h             | 25    |
| 26   | Jonathan Palmer    | RAM-Hart            | 1:36,876                 | 215,533 km/h             | 1:35,412                 | 218,840 km/h             | 26    |
| DNQ  | Pierluigi Martini  | Toleman-Hart        | 1:38,312                 | 212,385 km/h             | 1:35,840                 | 217,863 km/h             | –     |

### Rennen
| Pos. | Fahrer             | Konstrukteur        | Runden | Stopps | Zeit        | Start | Schnellste Runde |
| ---- | ------------------ | ------------------- | ------ | ------ | ----------- | ----- | ---------------- |
| 01   | Niki Lauda         | McLaren-TAG-Porsche | 51     | 0      | 1:20:29,065 | 04    | 1:31,912 (42.)   |
| 02   | Michele Alboreto   | Ferrari             | 51     | 0      | + 24,249    | 11    | 1:33,159         |
| 03   | Riccardo Patrese   | Alfa Romeo          | 50     | 0      | + 1 Runde   | 09    | 1:35,574         |
| 04   | Stefan Johansson   | Toleman-Hart        | 49     | 0      | + 2 Runden  | 17    | 1:33,867         |
| 05   | Jo Gartner         | Osella-Alfa Romeo   | 49     | 0      | + 2 Runden  | 24    | 1:37,278         |
| 06   | Gerhard Berger     | ATS-BMW             | 49     | 0      | + 2 Runden  | 20    | 1:37,748         |
| 07   | Piercarlo Ghinzani | Osella-Alfa Romeo   | 48     | 0      | DNF         | 22    | 1:36,036         |
| 08   | Huub Rothengatter  | Spirit-Hart         | 48     | 0      | + 3 Runden  | 25    | 1:38,351         |
| 09   | Eddie Cheever      | Alfa Romeo          | 45     | 0      | DNF         | 10    | 1:33,666         |
| 10   | Thierry Boutsen    | Arrows-BMW          | 45     | 3      | + 6 Runden  | 19    | 1:33,280         |
| –    | Patrick Tambay     | Renault             | 44     | 0      | DNF         | 08    | 1:32,433         |
| –    | Marc Surer         | Arrows-BMW          | 44     | 0      | DNF         | 15    | 1:34,657         |
| –    | Teo Fabi           | Brabham-BMW         | 43     | 0      | DNF         | 05    | 1:32,418         |
| –    | Derek Warwick      | Renault             | 31     | 0      | DNF         | 12    | 1:33,359         |
| –    | Jonathan Palmer    | RAM-Hart            | 21     | 0      | DNF         | 26    | 1:38,967         |
| –    | Nelson Piquet      | Brabham-BMW         | 16     | 0      | DNF         | 01    | 1:34,076         |
| –    | Elio de Angelis    | Lotus-Renault       | 15     | 0      | DNF         | 03    | 1:35,900         |
| –    | Nigel Mansell      | Lotus-Renault       | 13     | 0      | DNF         | 07    | 1:34,907         |
| –    | Jacques Laffite    | Williams-Honda      | 11     | 0      | DNF         | 13    | 1:35,268         |
| –    | Keke Rosberg       | Williams-Honda      | 8      | 0      | DNF         | 06    | 1:35,245         |
| –    | Andrea de Cesaris  | Ligier-Renault      | 8      | 0      | DNF         | 16    | 1:36,893         |
| –    | François Hesnault  | Ligier-Renault      | 7      | 0      | DNF         | 18    | 1:37,300         |
| –    | Philippe Alliot    | RAM-Hart            | 6      | 0      | DNF         | 23    | 1:38,647         |
| –    | René Arnoux        | Ferrari             | 2      | 0      | DNF         | 14    | 1:35,453         |
| –    | Alain Prost        | McLaren-TAG-Porsche | 3      | 0      | DNF         | 02    | 1:35,604         |
| DNS  | Manfred Winkelhock | ATS-BMW             | –      | –      | –           | 21    | –                |

Anmerkungen
1. 1 2  Als Gaststarter waren Gartner und Berger nicht punkteberechtigt.

## WM-Stände nach dem Rennen
Die ersten vier des Rennens bekamen 9, 6, 4 und 3 Punkte. In der Fahrerwertung wurden die besten elf Resultate, in der Konstrukteurswertung alle Resultate gewertet.

### Fahrerwertung
| Pos. | Fahrer            | Konstrukteur        | Punkte |
| ---- | ----------------- | ------------------- | ------ |
| 01   | Niki Lauda        | McLaren-TAG-Porsche | 63     |
| 02   | Alain Prost       | McLaren-TAG-Porsche | 53,5   |
| 03   | Elio de Angelis   | Lotus-Renault       | 32     |
| 04   | René Arnoux       | Ferrari             | 25     |
| 05   | Nelson Piquet     | Brabham-BMW         | 24     |
| 06   | Derek Warwick     | Renault             | 23     |
| 07   | Michele Alboreto  | Ferrari             | 21,5   |
| 08   | Keke Rosberg      | Williams-Honda      | 20,5   |
| 09   | Nigel Mansell     | Lotus-Renault       | 13     |
| 10   | Patrick Tambay    | Renault             | 11     |
| 11   | Teo Fabi          | Brabham-BMW         | 9      |
| 12   | Ayrton Senna      | Toleman-Hart        | 9      |
| 13   | Riccardo Patrese  | Alfa Romeo          | 7      |
| 14   | Jacques Laffite   | Williams-Honda      | 5      |
| 15   | Thierry Boutsen   | Arrows-Ford/-BMW    | 5      |
| 16   | Eddie Cheever     | Alfa Romeo          | 3      |
| 17   | Andrea de Cesaris | Ligier-Renault      | 3      |

| Pos. | Fahrer             | Konstrukteur                | Punkte |
| ---- | ------------------ | --------------------------- | ------ |
| 18   | Stefan Johansson   | Tyrrell-Ford / Toleman-Hart | 3      |
| 19   | Piercarlo Ghinzani | Osella-Alfa Romeo           | 2      |
| 20   | Marc Surer         | Arrows-Ford/-BMW            | 1      |
| 21   | Jo Gartner         | Osella-Alfa Romeo           | 0      |
| 22   | Gerhard Berger     | ATS-BMW                     | 0      |
| 23   | François Hesnault  | Ligier-Renault              | 0      |
| 24   | Corrado Fabi       | Brabham-BMW                 | 0      |
| 25   | Mauro Baldi        | Spirit Hart                 | 0      |
| 26   | Manfred Winkelhock | ATS-BMW                     | 0      |
| 27   | Jonathan Palmer    | RAM-Hart                    | 0      |
| 28   | Huub Rothengatter  | Spirit Hart                 | 0      |
| 29   | Johnny Cecotto     | Toleman-Hart                | 0      |
| 30   | Philippe Alliot    | RAM-Hart                    | 0      |
| –    | Mike Thackwell     | RAM-Hart                    | 0      |
| DSQ  | Martin Brundle     | Tyrrell-Ford                | 8      |
| DSQ  | Stefan Bellof      | Tyrrell-Ford                | 5      |

### Konstrukteurswertung
| Pos. | Konstrukteur        | Punkte |
| ---- | ------------------- | ------ |
| 01   | McLaren-TAG-Porsche | 116,5  |
| 02   | Ferrari             | 46,5   |
| 03   | Lotus-Renault       | 45     |
| 04   | Renault             | 34     |
| 05   | Brabham-BMW         | 33     |
| 06   | Williams-Honda      | 25,5   |
| 07   | Toleman-Hart        | 12     |
| 08   | Alfa Romeo          | 10     |

| Pos. | Konstrukteur      | Punkte |
| ---- | ----------------- | ------ |
| 09   | Arrows-Ford/-BMW  | 6      |
| 10   | Ligier-Renault    | 3      |
| 11   | Osella-Alfa Romeo | 2      |
| 12   | Spirit-Hart       | 0      |
| 13   | ATS-BMW           | 0      |
| 14   | RAM-Hart          | 0      |
| DSQ  | Tyrrell-Ford      | 13     |

Anmerkungen
1. ↑  Tyrrell wurde im September 1984 wegen Reglementverstoßes aus der Weltmeisterschaft ausgeschlossen; Auslöser waren verbotene Wassertanks, die nach jedem Grand Prix befüllt wurden und auf diese Weise für ein Untergewicht während der Rennen sorgten.